# Gabriel Hanotaux

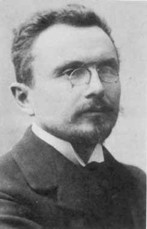
Gabriel Hanotaux

Albert Auguste Gabriel Hanotaux (Beaurevoir, 9 novembre 1853 – Parigi, 11 aprile 1944) è stato un politico, storico e diplomatico francese.

## Biografia
Nel 1879 fa già parte dei quadri del Quai d'Orsay come segretario aggiunto e inizia la carriera diplomatica come segretario d'ambasciata a Costantinopoli.
Nel 1886 entra in parlamento nel campo repubblicano guidato da Léon Gambetta e Jules Ferry.
Il 31 maggio 1894 diventa ministro degli Esteri del governo di Charles Dupuy.
Dal 1896 al 1898 ricopre nuovamente la carica durante il gabinetto di Jules Méline. Nel 1909 fonda il Comitato Francia-America.
Delegato francese alla Società delle Nazioni, ha partecipato alla prima (15 novembre-18 dicembre 1920), seconda (5 settembre-5 ottobre 1921), terza (4 settembre-30 settembre 1922) e alla quarta (3 settembre-29 settembre 1923) assemblea generale opponendosi all'ammissione dell'esperanto come lingua di lavoro della Società delle Nazioni.